# Аргвани
Аргвани — село в Гумбетовском районе Дагестана. Административный центр сельского поселения «Сельсовет „Аргванинский“».

## Географическое положение
Расположено в 6 км к северо-востоку от районного центра села Мехельта.

## Население
| 1895 | 1926 | 1939  | 1970  | 1989  | 2002 | 2010 |
| ---- | ---- | ----- | ----- | ----- | ---- | ---- |
| 958  | ↗974 | ↗1164 | ↘1146 | ↘1074 | ↘718 | ↗796 |
| 2021 |      |       |       |       |      |      |
| ↘482 |      |       |       |       |      |      |

Моноэтническое аварское село.

## История
Историко-этнографическая экспедиция, состоявшаяся летом 1976 г., установила, что название гумбетовского села Аргвани происходит от чеченского слова Аргон, то есть «речка». Согласно местным преданиям, первоначально здесь поселились трое братьев-чеченцев Абулханов Рашидхан, Хамзатхан и Сайгитали — дети некого Сайгит Шамхана. Датировка основания села — 745 г. по хиджре (1344-1345 гг.).
В 1839 году село было взято штурмом царскими войсками.